# 丸写し
| ウィキペディアには「丸写し」という見出しの百科事典記事はありません（タイトルに「丸写し」を含むページの一覧/「丸写し」で始まるページの一覧）。 代わりにウィクショナリーのページ「丸写し」が役に立つかもしれません。 |